# Võ Công Tồn
Võ Công Tồn (1891-1942) là một nhà chí sĩ cách mạng Việt Nam. Ông cùng với Nguyễn An Ninh được xem là "hai tấm gương lớn về hoạt động cách mạng ở Nam Bộ nửa đầu thế kỷ XX".

## Thân thế
Ông tên thật là Võ Văn Tồn, sinh năm 1891, tại làng Long Hiệp, tổng Long Hưng Hạ, quận Trung Quận, tỉnh Chợ Lớn (nay thuộc xã Long Hiệp, huyện Bến Lức, tỉnh Long An). Song thân của ông là ông Võ Văn Suốt và bà Nguyễn Thị Hâm, người gốc Phan Thiết, mưu sinh bằng nghề hát bội, sau đó chuyển vào Nam định cư, khai phá vùng đất mới bên bờ sông Rạch Chanh, làm ruộng tại ấp Cá Trê (nay là ấp Lò Gạch) và xây dựng lò sản xuất gạch ngói. Nhờ lao động, cần cù, việc kinh doanh của gia đình ngày càng phát đạt. Ông Suốt thường dùng lẫm lúa của gia đình làm nơi dạy chữ Nho và Quốc ngữ để mở mang trí tuệ cho con em trong vùng, rất được dân chúng tín nhiệm, từng làm đến chức Hương Cả, vì vậy ông còn được gọi là Cả Suốt.

## Thiếu thời
Cha mẹ Võ Văn Tồn là người hào hiệp, còn ông lại ưa chuộng công bằng chính trực nên ông được cha thay chữ lót ở họ tên, đổi thành Võ Công Tồn. Gia đình giỏi kinh doanh, trọng sự học, nên từ nhỏ ông được cha mẹ thương yêu, chăm sóc và dạy dỗ kỹ lưỡng, tiếp thu được những kiến thức tiến bộ của nền văn hóa phương Tây.
Thuở nhỏ, ông học lớp nhất (Cours Superieur) ở trường Bến Lức, sau đó học tiếp 6 năm Trung học ở trường nội trú Taberd (Sài Gòn). Tuy nhiên, do là con duy nhất nên ông không học tiếp nữa mà trở về phụng dưỡng song thân và lập gia đình.

## Hoạt động trong Thanh niên Cao vọng Đảng và Hội khuyến học Nam Kỳ
Là người bặt thiệp, chánh trực, lại hâm mộ thể thao, văn nghệ, thích giao du với nhiều người, ông kết thân với nhiều bạn bè, đồng chí có đạo đức, yêu nước, danh tiếng lan ra khắp Nam Kỳ. Khi chí sĩ Nguyễn An Ninh về nước và tổ chức các cuộc diễn thuyết ở Vườn Lài về đạo đức, luân lý Đông, Tây; về tư tưởng văn hóa "dân ước, dân quyền, dân đạo"; ông bắt đầu nhận thức về hành động cứu nước theo con đường cách mạng tư sản dân quyền. Năm 1923, ông gia nhập Thanh niên Cao vọng Đảng, sau này là Hội kín Nguyễn An Ninh. Ông cũng là một trong những mạnh thường quân ủng hộ tài chính cho Nguyễn An Ninh thành lập và duy trì hoạt động tờ báo La Cloche fêlée.
Với tính cách "ưa cải lẻ và ham đấu tranh", trọng công bình chính trực, ông kế thừa uy tín và sự nghiệp của cha, thường đề xuất việc mở ra trường học, bênh vực kẻ yếu và được tiếng "Dân ưa quan ghét". Ông thường được dân chúng cử tham gia chức việc trong làng, lần lượt giữ các chức Hương hào, Xã trưởng, Hương cả.
Năm 1926, ông cùng Trần Huy Liệu mở cuộc vận động đón tiếp Bùi Quang Chiêu từ Pháp về. Đồng thời, ông cũng tích cực quyên góp tiền, cổ động cho đám tang chí sĩ Phan Chu Trinh và là một trong 12 thành viên của Ban tổ chức tang lễ. Vì việc này, ông bị ghi vào sổ bìa đen của chính quyền thực dân Pháp.
Năm 1927, ông tổ chức cho một số thanh niên Gò Đen sang Pháp du học như: Nguyễn Văn Tạo, Phạm Văn Phấn (Cù Là Phấn), Nguyễn Văn Bích, Lại Thành Hưng, Võ Công Phụng (con trai ông),... Đồng thời, ông cũng cổ động, ủng hộ tài chính, tổ chức thành lập chi nhánh "Hội Khuyến học Nam Kỳ" tại Gò Đen và 3 trường học ở Long Hiệp, Long Can, Long Định. Hội có một tủ sách đầy đủ của "Tự lực văn đoàn" và những quyển sách bị chính quyền thực dân cấm lưu hành bấy giờ như của Phan Bội Châu, Phan Chu Trinh, Nguyễn An Ninh. Hàng tháng Hội tổ chức mời diễn giả từ Sài Gòn – Chợ Lớn đến, diễn thuyết nhiều đề tài, thu hút được nhiều lớp người trong vùng đến nghe. Mục đích của Hội là tổ chức học tập, nâng cao dân trí, tuyên truyền, thức tỉnh tinh thần quốc gia dân tộc cho quần chúng nhân dân. Cũng trong năm này, ông đem phần lớn tài sản của mình để mua một chiếc tàu của Mỹ về sửa chữa, đặt tên là "Đại phúc kinh", để làm phương tiện vượt biển cho một số thanh niên Nam Bộ sang Quảng Châu (Trung Quốc) tham gia các lớp huấn luyện của Việt Nam Thanh niên Cách mạng Đồng chí Hội.
Cuối năm 1927, ông sang Pháp thăm con là Võ Công Phụng. Tại đây, ông đã có những cuộc tiếp xúc với các chí sĩ yêu nước như Nguyễn Văn Tạo, Phan Văn Trường, Nguyễn Văn Trân, Nguyễn Thế Truyền, Nguyễn An Ninh... Chính quyền Pháp rất lo ngại những cuộc tiếp xúc này, vì vậy, sau khi ông về nước, đã bị chính quyền thực dân Pháp tạm giam tại Sài Gòn 25 ngày, nhưng do không có chứng cứ buộc tội và được gia đình lo lót nên đã thả ông sau đó.
Trở về quê hương, tiếp nhận sản nghiệp từ cha, ông liên cho thực hiện một số cải cách đã được học hỏi ở Pháp như trả thêm lương cho công nhân, thực hiện 8 giờ lao động 1 ngày và tiếp tục ủng hộ tài chính cho các trường học. Tư gia và lò gạch của gia đình ông trở thành nơi huấn luyện cũng như cư trú của nhiều nhà cách mạng.

## Tham gia Việt Nam Quốc dân Đảng
Cuối năm 1928, một số đảng viên Việt Nam Quốc dân Đảng ở Bắc Kỳ được bí mật phái vào Nam để gây dựng cơ sở và thành lập Kỳ bộ Việt Nam Quốc dân Đảng ở Sài Gòn. Được Nguyễn Phương Thảo vận động, ông tham gia quyên góp và trở thành đại diện của Việt Nam Quốc dân Đảng ở Nam Kỳ, dự kiến sẽ là Trưởng ban tuyên truyền của Kỳ bộ.
Tuy nhiên, đến năm 1929, thực dân Pháp truy quét giam cầm hàng loạt thành viên các tổ chức chính trị hoạt động bí mật chống chính quyền thực dân tại Nam Kỳ như Hội kín Nguyễn An Ninh, Việt Nam Thanh niên Cách mạng Đồng chí Hội, Đảng Tân Việt, Việt Nam Quốc dân Đảng,... Ông cũng bị bắt và bị đưa ra Tòa đại hình Sài Gòn xét xử cùng với Trần Huy Liệu, Nguyễn Phương Thảo, Hà Thuận Hồng,... Ông bị kết án 5 năm tù vì tội chứa chấp những thành phần "quốc sự", tuy nhiên do lo lót tiền nên bản án của ông giảm xuống còn 18 tháng và bị đày đi Hà Tiên cùng lượt với Nguyễn An Ninh.

## Một nhân sĩ ngoài Đảng
Trong thời gian thụ án, ông và Nguyễn An Ninh có nhiều lần tiếp xúc với những người Cộng sản và dần thể hiện sự tán thành đường lối đấu tranh của họ. Sau khi ra tù, ông về quê củng cố lại hoạt động kinh doanh lò gạch. Bấy giờ, cơ sở sản xuất gạch ngói của ông có trên 300 công nhân, là cơ sở kinh doanh lớn, có ảnh hưởng đến nỗi người dân địa phương không gọi nơi này theo địa danh cũ là ấp Cá Trê, mà gọi bằng tên mới là ấp Lò Gạch.
Mặc dù bị chính quyền thực dân Pháp theo dõi, ông vẫn thường xuyên chu cấp tài chính cho các hoạt động "quốc sự" của những người Cộng sản. Ngày 3 tháng 5 năm 1935, ông ra tranh cử và đắc cử chức Hội đồng địa hạt Chợ Lớn, vì vậy dân chúng còn gọi ông là Hội đồng Tồn. Với địa vị này, ông nhiều lần tìm cách tranh thủ thực hiện "tự do, dân chủ" cho dân chúng Nam Kỳ, ủng hộ Nguyễn An Ninh đăng đàn diễn thuyết về "Quyết định lấy công nông làm nền tảng nhưng có thể bao gồm cả giai cấp tư sản nhằm giành quyền tự quyết dân tộc" và chủ trương "Tiến tới một cuộc đại hội Đông Dương". Ông nhiều lần ủng hộ tài chính và tham gia tích cực trong việc tổ chức dân chúng đi đón và đưa thỉnh nguyện thư như các lần đón Jules Brévié - Toàn quyền Đông Dương, Justin Godart - Thanh tra đặc biệt về tình hình ở Đông Dương, Marius Moutet - Bộ trưởng Thuộc địa... Ông cũng có sự đóng góp rất tích cực về tài chánh cho nhiều tờ báo của Đảng Cộng sản như tờ L'Avant Garde (Tiên Phong), Le Peuple (Dân Chúng), Lao động, Đông Dương tạp chí, Bạn Dân, Thế giới Mới...
Năm 1938, miền Tây Nam Kỳ xảy ra thiên tai lũ lụt lớn, ông cùng các nhà từ thiện, hảo tâm vận động thành lập "Ủy ban cứu tế dân đói Cà Mau", gởi kiến nghị lên Thống đốc Nam Kỳ Michel Pagès đòi giải quyết cứu đói, đồng thời quyên góp cứu trợ ở Cà Mau. Năm 1939, ông tiếp tục đắc cử trong cuộc bầu cử Hội đồng quản hạt thành phố.
Tháng 9 năm 1939, Chiến tranh thế giới thứ hai bùng nổ ở châu Âu. Ở Đông Dương, nhà cầm quyền Pháp liền tuyên bố thiết quân luật, ráo riết truy lùng, bắt bớ và sát hại các nhà yêu nước và chiến sĩ cách mạng, hòng ngăn ngừa nhân dân Việt vùng lên tự giải phóng mình. Nguyễn An Ninh bị bắt ở ấp Lò Gạch. Một tuần sau, Võ Công Tồn cũng bị bắt về tội chứa chấp Nguyễn An Ninh. Ông bị giam tại Tà Lài cùng với Dương Quang Đông, Trần Văn Giàu, Trần Huy Liệu, Nguyễn Văn Tạo, Dương Bạch Mai, Nguyễn Văn Nguyễn, Tô Ký,...
Ngày 16 tháng 4 năm 1940, Tòa tiểu hình Sài Gòn tuyên án gần 100 người, trong đó Võ Công Tồn chịu án 4 năm tù, 10 năm biệt xứ, đày ra Côn Đảo. Ông bị giam ở Banh II, là nơi dành riêng cho các chính trị phạm được liệt vào "nguy hiểm nhất" cùng với Nguyễn An Ninh, Tạ Thu Thâu, Phan Khắc Sửu, Trần Ngọc Danh,... Do điều kiện lao tù khắc nghiệt, ông qua đời tại Nhà tù Côn Đảo ngày 16 tháng 6 năm 1942 do bị bệnh kiết lỵ.

## Vinh danh
Nói về Võ Công Tồn, giáo sư Trần Văn Giàu phát biểu: "Võ Công Tồn cùng với Nguyễn An Ninh là hình ảnh của "núi Hai Vì" hai tấm gương lớn về hoạt động cách mạng ở Nam Bộ nửa đầu thế kỷ XX". Do những đóng góp của mình, ngày 4 tháng 6 năm 1986, ông được Hội đồng Nhà nước Cộng hòa Xã hội chủ nghĩa Việt Nam truy tặng Huân chương Kháng chiến hạng Ba.
Tên ông được đặt cho một con đường tại tỉnh lỵ Long An (theo quyết định số 2554/QĐ-UB ngày 18/10/1997 của UBND tỉnh Long An). Một số đường phố và trường học tại Long An cũng được mang tên ông.
Khu nhà và lò gạch của gia đình ông được Bộ Văn hóa - Thông tin Việt Nam xếp hạng di tích quốc gia theo Quyết định 02/2004/QĐ-BVHTT ngày 19 tháng 1 năm 2004.

## Hậu duệ
Năm 1907, ông lập gia đình với bà Đào Thị Nhã, con gái ông Đào Văn Thung - một thầy thuốc nổi tiếng ở ấp Tri Lộc, xã Phước Vân, quận Cần Đước, tỉnh Chợ Lớn (nay thuộc huyện Cần Đước, tỉnh Long An). Ông bà có với nhau nhiều mặt con, nhiều người đều kế tục sự nghiệp của cha.
- Võ Thúy Viên (con gái thứ 8, sinh năm 1922): cán bộ hoạt động nội thành dưới sự lãnh đạo của Trần Bạch Đằng và Nguyễn Văn Nguyệt (Ba Nguyệt). Chồng là liệt sĩ Nguyễn Thành Luông, ủy viên Thường vụ xứ Đoàn Thanh niên cứu quốc Nam Bộ, phụ trách tuyên huấn
- Võ Công Danh (con trai thứ 9, sinh năm 1923): chiến sĩ Vệ quốc đoàn khu VIII Nam Bộ, nhân viên Cục An ninh R, Cục Binh vận, cán bộ Tổng cục vật tư khu 8, Sở giao thông vận tải thành phố Hồ Chí Minh
- Võ Công Hiền (con trai thứ 10, sinh năm 1926): cán bộ địa phương Mặt trận Việt Minh, Liên Việt, Ủy viên Ủy ban Mặt trận Dân tộc Giải phóng miền Nam Việt Nam tỉnh Long An và phụ trách thể thao-văn nghệ, cựu tù Côn Đảo.